# Chlorophorus grandipes
Chlorophorus grandipes är en skalbaggsart som beskrevs av Maurice Pic 1943. Chlorophorus grandipes ingår i släktet Chlorophorus och familjen långhorningar.
Artens utbredningsområde är Laos. Inga underarter finns listade i Catalogue of Life.